# ビタリ・クリチコ
ビタリ・クリチコ（ウクライナ語: Віталій Кличко, ラテン文字転写: Vitali Klitschko, ウクライナ語発音: [ʋiˈtalij klɪtʃˈko], 1971年7月19日 - ）は、ウクライナの政治家で、現キーウ市長、元キックボクサー、元プロボクサー。元WBO・WBC世界ヘビー級王者。現在、ウクライナとドイツに在住。体育学博士号を獲得（キーウ体育大学）した格闘家であり、ニックネームは「Dr.Ironfist（鉄拳博士）」。弟のウラジミール・クリチコもまたプロボクサーで、元WBA・IBF・WBO世界ヘビー級スーパー王者。ウクライナの政党「ウクライナ民主改革連合（UDAR）」の党首。2012年ウクライナ最高議会選挙に当選した。

## 来歴
1971年7月19日、ソビエト連邦キルギス社会主義共和国ベロヴォーツク村に生まれた。父ヴォロディーミル・クリチコはソ連空軍の軍人であったが、クリチコ家は第二次世界大戦後にウクライナのチェルカースィ州から中央アジアへ流刑された家柄であった。ビタリによれば、クリチコ家の親戚の多くはソ連政権によってホロドモールで餓死したという。

### キックボクサー時代
1989年、18歳でジェームズ・ワーリングとWKAキックボクシングルールで対戦。この時点での両者の戦績はワーリング18勝1敗1分11KO、ビタリ17勝2敗。試合体重はワーリング87kg、ビタリ92kg。ビタリの国籍はソ連。判定2-1、スプリットデシジョンで敗北。
1993年11月、WAKO世界キックボクシング選手権大会男子ライトコンタクト部門89kg超級に21歳でロシア代表として出場。決勝でイギリス代表のペレ・リードと対戦。2ラウンドにスピニングキックを顎に受けてノックアウト負け。
1993年11月27日、全日本キックボクシング連盟興行「EVOLUTION STEP-8」に参戦。WKAキックボクシングルール（ローキック禁止および2分5R制）で柳澤龍志と対戦、5度のダウン（3Rにパンチで2回、4Rに2回、5Rにバックブローで1回）を奪い、3-0の判定勝ち。当初は通常のキックルールで対戦が予定されていたが、試合直前にクリチコ陣営の強い要望でローキック禁止に変更された。
キックボクシングではアマチュアで2度、プロで4度、通算6度の世界タイトルを獲得するが、プロ活動を国際式のみへ路線変更する。

### アマチュアボクサー時代
1995年、ミリタリーワールドゲームズのスーパーヘビー級で優勝、初のタイトルを獲得した。同年、AIBA世界ボクシング選手権で銀メダルを獲得。
1996年、ドーピングテストでステロイドの使用が発覚。クリチコは足の負傷を癒すために使用したと主張したがウクライナナショナルチームからはずされたことで、プロへの転向を決める。アマチュアボクシングの戦績は195勝15敗であった。

### プロボクサー時代
ドイツのボクシングプロモーション会社ウニヴェルズムと契約を結ぶ。
1996年11月16日、プロデビュー。デビューから24連勝（24KO）を果たした。
1999年6月26日、ハービー・ハイドと対戦WBO世界ヘビー級王座を獲得。その後2度の防衛に成功した。
2000年4月1日、クリス・バード（アメリカ）と対戦、試合を支配しておりポイントでもリードしていたが肩を負傷してしまい、9回終了時に試合を続行出来ないことをセコンドに伝え、初黒星となる棄権によるTKO負けを喫し、3度目の防衛に失敗し王座から陥落した。試合後、肩の負傷は回旋筋腱板損傷と診断された。
2003年06月21日、王座陥落後5連勝（4KO）でWBC世界ヘビー級王者レノックス・ルイス（イギリス）に挑戦するも、6回TKO負けで王座獲得に失敗した。
2004年1月、契約が切れる4月をもってウニヴェルズムと再契約しないことを通知するが、ウニヴェルズムは契約違反であると主張してクリチコ兄弟を告訴した。訴訟は2009年11月まで続いたが最終的にクリチコ兄弟の勝訴で結審した。
2004年4月24日、ルイスが引退、空位になったWBC世界ヘビー級王座決定戦でコーリー・サンダース（南アフリカ）と対戦し、8回TKO勝ちで王座獲得。その後1度の防衛に成功した。
2004年12月11日、ダニー・ウィリアムズと対戦、8回TKO勝ちを収める。12月26日の選挙でウクライナ大統領に当選するヴィクトル・ユシチェンコのオレンジ革命への支持を表明するために腰にオレンジ色の布を身につけて試合をした。
2005年11月12日、WBC世界ヘビー級暫定王者ハシーム・ラクマン（アメリカ）との統一戦が予定されていたが、11月3日にクリチコがロサンゼルスでのスパーリング中に右膝前十字靭帯を断裂し中止となる。
2005年11月9日、引退を表明。WBC世界ヘビー級王座を返上した。
2007年1月25日、ドイツの新聞紙で現役復帰を表明。
2008年10月11日に4年ぶりのボクシング復帰戦でいきなりの世界挑戦。WBC世界ヘビー級王者のサミュエル・ピーター（ナイジェリア）に8回終了TKO勝ちで王座を獲得し、史上初の兄弟同時世界ヘビー級王者となった。
2009年2月25日、2009年3月21日に同級1位ファン・カルロス・ゴメス（キューバ）との指名試合が予定されていたが、WBCがゴメス戦のあと4か月以内にオレグ・マスカエフ（カザフスタン）との指名試合を行うよう命令を出す。この命令に対してビタリの代理人は指名試合を2戦続けて行うのは不服だとしてスポーツ仲裁裁判所 (CAS) に提訴した。
2009年3月21日、同級1位の指名挑戦者ファン・カルロス・ゴメスと対戦し、9回TKO勝ちで初防衛に成功した。
2009年09月26日、同級1位クリス・アレオーラ（アメリカ）と対戦し、10回終了TKO勝ちで2度目の防衛に成功した。
2009年12月12日、同級5位ケビン・ジョンソン（アメリカ）と対戦し、12回3-0の（2者が120-108、119-109）判定勝ちを収め3度目の防衛に成功した。
2010年5月29日、同級11位アルバート・ソスノウスキー（ポーランド）と対戦し、10回TKO勝ちで4度目の防衛に成功した。
2010年10月16日、元WBO世界ヘビー級王者シャノン・ブリッグス（アメリカ）の挑戦を受け、12回3-0の大差判定勝ち（120-105、2者が120-107）で5度目の防衛に成功した。
2011年3月19日、同級1位オドラニエル・ソリス（キューバ）の挑戦を受る、ソリスが足を滑らせヒザをくじいて初回終了KO勝ちを収め6度目の防衛に成功した。
2011年9月10日、ポーランド・ヴロツワフで同級1位トマス・アダメク（ポーランド）と対戦し、10回TKO勝ちで7度目の防衛に成功した。
2012年2月18日、ドイツ・ミュンヘンのオリンピアハレで同級14位デレック・チゾラ（イギリス）と対戦し、12回3-0（119-111、2者が118-110）の判定勝ちで8度目の防衛に成功した。前日の計量でチゾラにビンタを張られ、試合前のリング上では口に含んでいた水をの顔に吹きかけられるなどやりたい放題やられていたが、試合ではビタリは2～3ラウンドに左肩を痛め、それ以降はほぼ右手一本で戦ったが一方的に試合を支配して勝利した。試合後、左肩の負傷は靭帯断裂と診断された。
試合後の記者会見で、ドイツに試合を観戦に来ていたデビッド・ヘイとデレック・チソラが乱闘になり、翌日チソラとコーチは空港で逮捕された。
2012年9月8日、ロシア・モスクワのオリンピスキー・スポーツホールで同級7位マヌエル・チャー(シリア)と対戦。2回終盤に右ストレートでダウンを奪うと、4回序盤の有効打でチャーが右まぶたをカットし出血によるドクターストップによる4回2分4秒TKO勝ちで9度目の防衛に成功した。また、ビタリは10月のウクライナ議会議員選挙に立候補するためこの試合を最後に引退を表明した。
2013年8月、その後、一応引退を撤回したものの、2012年9月以降試合を行っておらず1年近く曖昧な状態が継続していた。ビタリが最後に指名戦を行ったのが2011年9月のトマス・アダメクとの試合となっており2年以上指名戦を行っていないことに加え、ビタリ側が3度に渡り指名戦入札を回避したことで、2度指名挑戦者決定戦を勝ちビタリへの挑戦権を得ていたバーメイン・スタイバーンは、「WBCがビタリを贔屓しているとは思いたくないが、期限内に指名戦を戦わなかったアンドレ・ウォードやセルヒオ・マルティネスの王座を剥奪したWBCがビタリのベルトを剥奪しないのは公平でない、WBCは自身のルールを守っておらず選手を公平に扱っていない」とWBCとビタリを批判した。その後ビタリはWBC本部を訪れ右拳の負傷を理由に2014年までの指名戦延期を申し入れ、WBCもこれを了承した。
2013年12月中旬、ビタリはWBC世界ヘビー級王座を返上した。直後にWBCはビタリに名誉王座の称号を与えると発表したが、ビタリは「WBCのタイトルを保持するのは名誉なことでありWBCの支援には感謝する、しかし私はウクライナの政治に全てを集中しており国民からも必要とされていると感じている、WBCの措置で論理的にはボクシングに戻ることは可能だが、現状ボクシングに戻ることはまったく想像ができない」と事実上の引退を宣言した。なおビタリに名誉王座の称号が与えられるのは2005年の一時引退に続き2度目である。

### 政治家として
現役を一時期退いていた2006年3月、キーウ市長選挙に立候補するが落選。同年に行われた市議会議員には比例代表で当選した。2008年にもキーウ市長選挙に立候補するが再び落選した。2010年に政党「ウクライナ民主改革連合」（Ukrainian Democratic Alliance for Reform Vitaliy Klychko、UDAR）を結成し、汚職撲滅や親EU路線などリベラルな政策を訴えて支持を広げた。2012年10月28日に投票が行われた2012年ウクライナ最高議会選挙では40議席を獲得、第三の政党となった。
2012年7月、ロシア語を国の第二公用語として認める法案の成立反対デモに参加。参加者と腕を組み合うパフォーマンスをするなどしたが催涙ガスを浴びて目と手を負傷した。
2013年11月8日、先月議会を通過していた、海外で税金を払う者はウクライナの居住者とみなされない又、大統領立候補者はウクライナに10年間居住している者で無ければならないとする税制改正法案に大統領ヴィクトル・ヤヌコーヴィチがサインをした。クリチコは10月下旬に2015年の大統領選挙への出馬を表明していたが、ドイツでほとんどのボクシング活動を行っているクリチコはこの法案に当てはまるとされており、出馬出来るか微妙な状況になった。
2014年3月29日、大統領選挙候補者についての世論調査が発表され、支持率1位で24%だったペトロ・ポロシェンコに次いでビタリは2位につけたものの8%と低迷したことで、出馬を断念してポロシェンコの支援に回り、代わりにキーウ市長選挙に出馬することを表明した。
2014年5月25日、キーウ市長選挙が行われ、3度目の挑戦にして初当選となった。
2022年2月24日、ロシアの侵攻に直面し、キーウ市長として「武器を手に取り戦う」と徹底抗戦を宣言した。

## 戦績
- アマチュアキックボクシング: 不明
- プロキックボクシング: 35戦 34勝 22KO 1敗
- アマチュアボクシング: 210戦 195勝 80RSC 15敗
- プロボクシング: 47戦 45勝 41KO 2敗

| 戦           | 日付           | 勝敗 | 時間     | 内容    | 対戦相手                   | 国籍             | 備考                                          |
| ------------ | -------------- | ---- | -------- | ------- | -------------------------- | ---------------- | --------------------------------------------- |
| 1            | 1996年11月16日 | 勝利 | 2R 1:14  | KO      | トニー・ブラッハム         | アメリカ合衆国   | プロデビュー戦                                |
| 2            | 1996年11月30日 | 勝利 | 1R 1:12  | TKO     | フランチェスタ・スミナ     | スロバキア       |                                               |
| 3            | 1996年12月21日 | 勝利 | 2R 1:08  | TKO     | ブライアン・サージェント   | アメリカ合衆国   |                                               |
| 4            | 1997年1月25日  | 勝利 | 1R 0:32  | KO      | マイク・アックリー         | アメリカ合衆国   |                                               |
| 5            | 1997年2月22日  | 勝利 | 2R       | KO      | トロイ・ロバーツ           | カナダ           |                                               |
| 6            | 1997年3月8日   | 勝利 | 1R 2:58  | KO      | カルビン・ジョーンズ       | アメリカ合衆国   |                                               |
| 7            | 1997年4月12日  | 勝利 | 2R 2:14  | TKO     | デリック・ロッディ         | アメリカ合衆国   |                                               |
| 8            | 1997年5月10日  | 勝利 | 2R 2:16  | KO      | クリーブランド・ウッズ     | アメリカ合衆国   |                                               |
| 9            | 1997年6月14日  | 勝利 | 2R       | KO      | ジミー・ハインズ           | アメリカ合衆国   |                                               |
| 10           | 1997年10月4日  | 勝利 | 2R       | KO      | ウィル・ヒントン           | アメリカ合衆国   |                                               |
| 11           | 1997年11月8日  | 勝利 | 6R       | KO      | ギルバート・ウィリアムソン | アメリカ合衆国   |                                               |
| 12           | 1997年11月19日 | 勝利 | 3R       | TKO     | ヘルマン・デルガド         | アメリカ合衆国   |                                               |
| 13           | 1997年12月20日 | 勝利 | 5R       | KO      | アンソニー・ウィリス       | アメリカ合衆国   |                                               |
| 14           | 1998年1月17日  | 勝利 | 2R       | TKO     | マーカス・ロウド           | アメリカ合衆国   |                                               |
| 15           | 1998年1月30日  | 勝利 | 2R       | KO      | アルベン・ベリンスキー     | ブルガリア       |                                               |
| 16           | 1998年3月7日   | 勝利 | 3R       | KO      | ルイス・モナコ             | アメリカ合衆国   |                                               |
| 17           | 1998年3月20日  | 勝利 | 2R       | KO      | レビ・ビラップス           | アメリカ合衆国   |                                               |
| 18           | 1998年4月18日  | 勝利 | 2R       | TKO     | ジュリアス・フランシス     | イギリス         |                                               |
| 19           | 1998年5月2日   | 勝利 | 5R       | TKO     | ディッキー・ライアン       | アメリカ合衆国   | WBOインターコンチネンタル・ヘビー級王座決定戦 |
| 20           | 1998年6月5日   | 勝利 | 2R       | TKO     | ホセ・リバルタ             | キューバ         |                                               |
| 21           | 1998年8月11日  | 勝利 | 1R 1:31  | TKO     | リカルド・ケネディ         | イギリス         |                                               |
| 22           | 1998年10月24日 | 勝利 | 2R 2:00  | TKO     | マリオ・シーザー           | ドイツ           | EBU欧州ヘビー級王座決定戦                     |
| 23           | 1998年12月5日  | 勝利 | 1R 1:49  | TKO     | フランシスコ・スピネッリ   | フランス         | EBU防衛1                                      |
| 24           | 1999年2月20日  | 勝利 | 2R 1:30  | TKO     | イスマイル・ユーラ         | フランス         | EBU防衛2                                      |
| 25           | 1999年6月26日  | 勝利 | 2R 1:14  | KO      | ハービー・ハイド           | アメリカ合衆国   | WBO世界ヘビー級タイトルマッチ                 |
| 26           | 1999年10月9日  | 勝利 | 3R 1:45  | TKO     | エド・マホーン             | アメリカ合衆国   | WBO防衛1                                      |
| 27           | 1999年12月11日 | 勝利 | 10R      | TKO     | オベド・サリバン           | アメリカ合衆国   | WBO防衛2                                      |
| 28           | 2000年4月1日   | 敗北 | 10R 3:00 | TKO     | クリス・バード             | アメリカ合衆国   | WBO王座陥落                                   |
| 29           | 2000年11月25日 | 勝利 | 12R      | 判定3-0 | ティモ・ホフマン           | ドイツ           | EBU欧州ヘビー級王座決定戦                     |
| 30           | 2001年1月27日  | 勝利 | 1R 1:09  | KO      | オーリン・ノリス           | アメリカ合衆国   | WBAインターコンチネンタル・ヘビー級王座決定戦 |
| 31           | 2001年12月8日  | 勝利 | 11R 1:16 | TKO     | ロス・ピュリティー         | アメリカ合衆国   | WBAインター防衛1                              |
| 32           | 2002年2月8日   | 勝利 | 11R 1:40 | TKO     | ボーン・ビーン             | アメリカ合衆国   | WBAインター防衛2                              |
| 33           | 2002年11月23日 | 勝利 | 10R 2:35 | TKO     | ラリー・ドナルド           | アメリカ合衆国   | WBAインター防衛3                              |
| 34           | 2003年6月21日  | 敗北 | 6R 3:00  | TKO     | レノックス・ルイス         | イギリス         | WBC・IBO世界ヘビー級タイトルマッチ            |
| 35           | 2003年12月6日  | 勝利 | 2R 2:54  | TKO     | カーク・ジョンソン         | カナダ           | WBC世界ヘビー級挑戦者決定戦                   |
| 36           | 2004年4月24日  | 勝利 | 8R 2:46  | TKO     | コーリー・サンダース       | 南アフリカ共和国 | WBC世界ヘビー級王座決定戦                     |
| 37           | 2004年12月11日 | 勝利 | 8R 1:26  | TKO     | ダニー・ウィリアムズ       | イギリス         | WBC防衛1                                      |
| 38           | 2008年10月11日 | 勝利 | 8R 3:00  | TKO     | サミュエル・ピーター       | ナイジェリア     | WBC世界ヘビー級タイトルマッチ                 |
| 39           | 2009年3月21日  | 勝利 | 9R 1:48  | TKO     | ファン・カルロス・ゴメス   | キューバ         | WBC防衛1                                      |
| 40           | 2009年9月26日  | 勝利 | 10R 3:00 | TKO     | クリス・アレオーラ         | アメリカ合衆国   | WBC防衛2                                      |
| 41           | 2009年12月12日 | 勝利 | 12R      | 判定3-0 | ケビン・ジョンソン         | アメリカ合衆国   | WBC防衛3                                      |
| 42           | 2010年5月29日  | 勝利 | 10R 2:30 | TKO     | アルバート・ソスノウスキー | ポーランド       | WBC防衛4                                      |
| 43           | 2010年10月16日 | 勝利 | 12R      | 判定3-0 | シャノン・ブリッグス       | アメリカ合衆国   | WBC防衛5                                      |
| 44           | 2011年3月19日  | 勝利 | 1R 3:00  | KO      | オドラニエル・ソリス       | キューバ         | WBC防衛6                                      |
| 45           | 2011年9月10日  | 勝利 | 10R 2:20 | TKO     | トマシュ・アダメク         | ポーランド       | WBC防衛7                                      |
| 46           | 2012年2月18日  | 勝利 | 12R      | 判定3-0 | デレック・チゾラ           | イギリス         | WBC防衛8                                      |
| 47           | 2012年9月8日   | 勝利 | 4R 2:04  | TKO     | マヌエル・チャー           | シリア           | WBC防衛9                                      |
| テンプレート |                |      |          |         |                            |                  |                                               |

## 獲得タイトル
- 第64代EBU欧州ヘビー級王座
- 第66代EBU欧州ヘビー級王座
- WBOインターコンチネンタル・ヘビー級王座
- WBAインターコンチネンタル・ヘビー級王座
- WBO世界ヘビー級王座（防衛2）
- WBC世界ヘビー級王座（防衛1=返上）
- WBC世界ヘビー級王座（防衛9=返上）

### 映像資料
1. ↑  Pele Reid spin kick against V. Klitschko in world championship, Full fight (試合). YouTube. 23 January 2013. 2013年11月20日閲覧.